# NGC 1142

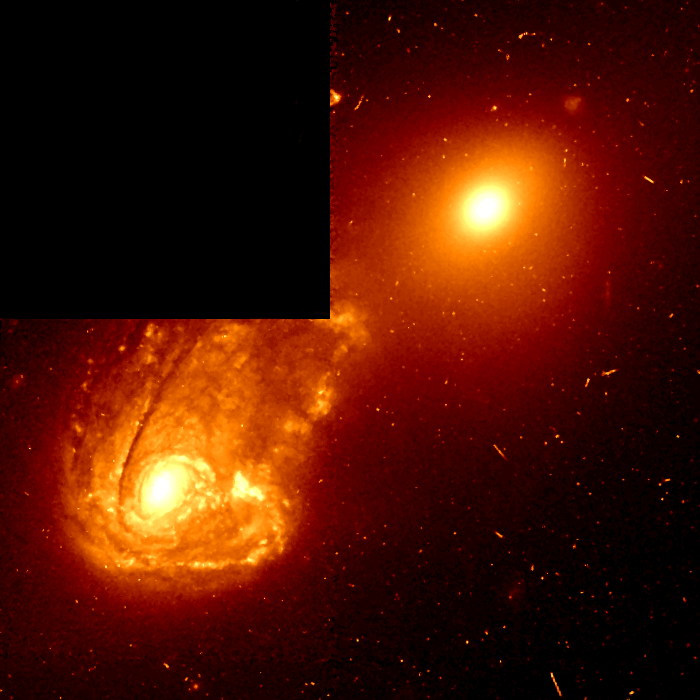
NGC 1141 est à droite en haut et NGC 1142 en bas à gauche. Image du télescope spatial Hubble.

NGC 1142 est une vaste galaxie spirale située dans la constellation de la Baleine. NGC 1142 a été découverte par l'astronome allemand Albert Marth en 1864. Cette galaxie a aussi été observée par l'astronome français Édouard Stephan le 17 novembre 1876 et elle a été ajoutée au catalogue NGC sous la désignation NGC 1144.

## Caractéristiques
Sa vitesse par rapport au fond diffus cosmologique est de 8 441 ± 20 km/s, ce qui correspond à une distance de Hubble de 124,5 ± 8,7 Mpc (∼406 millions d'al).

### Paire de galaxies en interaction
NGC 1142 est une galaxie à anneau, et une galaxie active de type Seyfert 2 (Sy 2). Elle interagit fortement avec la galaxie NGC 1141. Comme ces deux galaxies sont relativement rapprochées et déformées mutuellement, elles apparaissent dans l'atlas d'Halton Arp sous la désignation ARP 118.

## Trou noir supermassif
Une étude  réalisée en 2007  auprès de 90 galaxies de type Seyfert 2 utilisant la dispersion des vitesses a permis d'estimer la masse des trous noirs supermassifs centraux de celles-ci. Pour NGC 1142 (NGC 1144 dans l'article), la masse du trou noir est égale à 195 × 106 {\displaystyle M_{\odot }} (108,29).